# Tinea unomaculella
Tinea unomaculella is een vlinder uit de familie van de echte motten (Tineidae). De wetenschappelijke naam van de soort werd in 1875 gepubliceerd door Victor Toucey Chambers.